# Solenocaulon tortuosum
Solenocaulon tortuosum is een zachte koraalsoort uit de familie Anthothelidae. De koraalsoort komt uit het geslacht Solenocaulon. Solenocaulon tortuosum werd in 1862 voor het eerst wetenschappelijk beschreven door Gray. 